# El río: exploraciones y descubrimientos en la selva amazónica
El río: exploraciones y descubrimientos en la selva amazónica (título original: One River. Explorations and discoveries in the Amazon rain forest) es un libro que narra los viajes de los exploradores Richard Evans Schultes, Timothy C. Plowman y Wade Davis por el continente americano. El libro recoge las experiencias de los tres científicos en países como Ecuador, Perú, Bolivia, Venezuela y, particularmente, Colombia (Amazonia colombiana). Los resultados de estos viajes figuran dentro de los grandes aportes a la etnobotánica. Publicado por primera vez en 1996 en su idioma original, el libro ya cuenta con cuatro ediciones en lengua española.

## Pueblos indígenas referenciados

### Mazatecas
El contacto con esta cultural fue de gran importancia para la evolución de la carrera diplomática de Shultes. Sus viajes a Oaxaca fue determinante para su tesis doctoral que versó sobre las plantas teonanacatl y ololiuqui. 
El 21 de febrero de 1939 la revista Botanical Museum Leaflets publicó un ensayo titulado Plantae Mexicanae II: The idenfitication of Teonanacatl, a Narcotic Basidiomycete of the Aztecs. En éste se identificaba el teonanacatl (la carne de los dioses, de acuerdo a los indígenas) como Panaeolus campanulatus var. sphinctrinus, un hongo alucinógeno usado por los indígenas en sus ceremonias desde antes de la llegada de los españoles. El mayor aporte de Shultes en este campo fue abrir el término genérico teonanacatl para la botánica, en donde cabrían más adelante otras especies de hongos similares.  
Para este artículo la ayuda del micólogo de Harvard David Linder fue indispensable. 
El poeta inglés Robert Graves leyó muy entusiasmado el texto de Shultes y en el año 1952 escribió una carta al Museo Botánico de Harvard pidiendo la reimpresión del texto. 
La experiencia de Schultes entre los mazatecas motivó a Gordon Wasson a organizar una expedición para participar de ceremonias con sustancias alucinógenas en 1955. Una relación de este viaje fue publicada por la revista Life en mayo de 1953 bajo el título de En busca de los hongos mágicos. Muchos autores han relacionado la aparición de este texto con el inicio de la ola psicodélica, ya que esta fue la primera vez que aparecieron los hongos rituales aztecas ante los ojos del gran público. 
Otro científico seducido por las experiencias relatadas por Schultes y Wasson fue Timothy Leary.[cita requerida]